# Benton McMillin
McMillin Benton (11 de setembro de 1845 – 8 de janeiro de 1933) foi um político e diplomata americano. O 27º Governador do Tennessee, com mandato de 1899 até 1903, foi também membro da Câmara dos Representantes dos Estados Unidos, pelo 4º distrito do Tennessee, com mandato de 1879 a 1899. Foi um diplomata durante a administração do Presidente Woodrow Wilson, inicialmente como ministro dos Estados Unidos para o Peru (1913–1919) e posteriormente para a Guatemala (1920-1921).
Conhecido como o "cavalo de guerra democrata" pelas suas persistentes campanhas em nome do Partido Democrata, McMillin serviu como um eleitor presidencial em quatorze eleições de 1876 a 1932 e participou de quase todas as Convenções Nacionais Democráticas durante este período. Como governador, criou a legislação trabalhista de proteção infantil e padronizou os livros didáticos de ensino do estado. Sua tentativa de criar um imposto de renda federal enquanto congressista levou a Suprema Corte julgar e criar jurisprudência, com base no caso Pollock versus Farmers' Loan & Trust Co, declarando inconstitucional o imposto de renda federal.

## Início de vida
McMillin nasceu no Condado de Monroe, Kentucky, filho de John McMillin, um rico fazendeiro, e Elizabeth (Black) McMillin. Ele frequentou a Academia de Philomath no Condado de Clay, Tennessee e mais tarde frequentou a antiga Kentucky A&M (atualmente the University of Kentucky) em Lexington. Durante a Guerra Civil Americana, McMillin apoiou a Confederação e queria juntar-se ao exército confederado, mas não obteve a permissão de seu pai. Em uma ocasião ele foi capturado pelas forças de União e brevemente preso por se recusar a prestar o juramento de fidelidade Unionista.

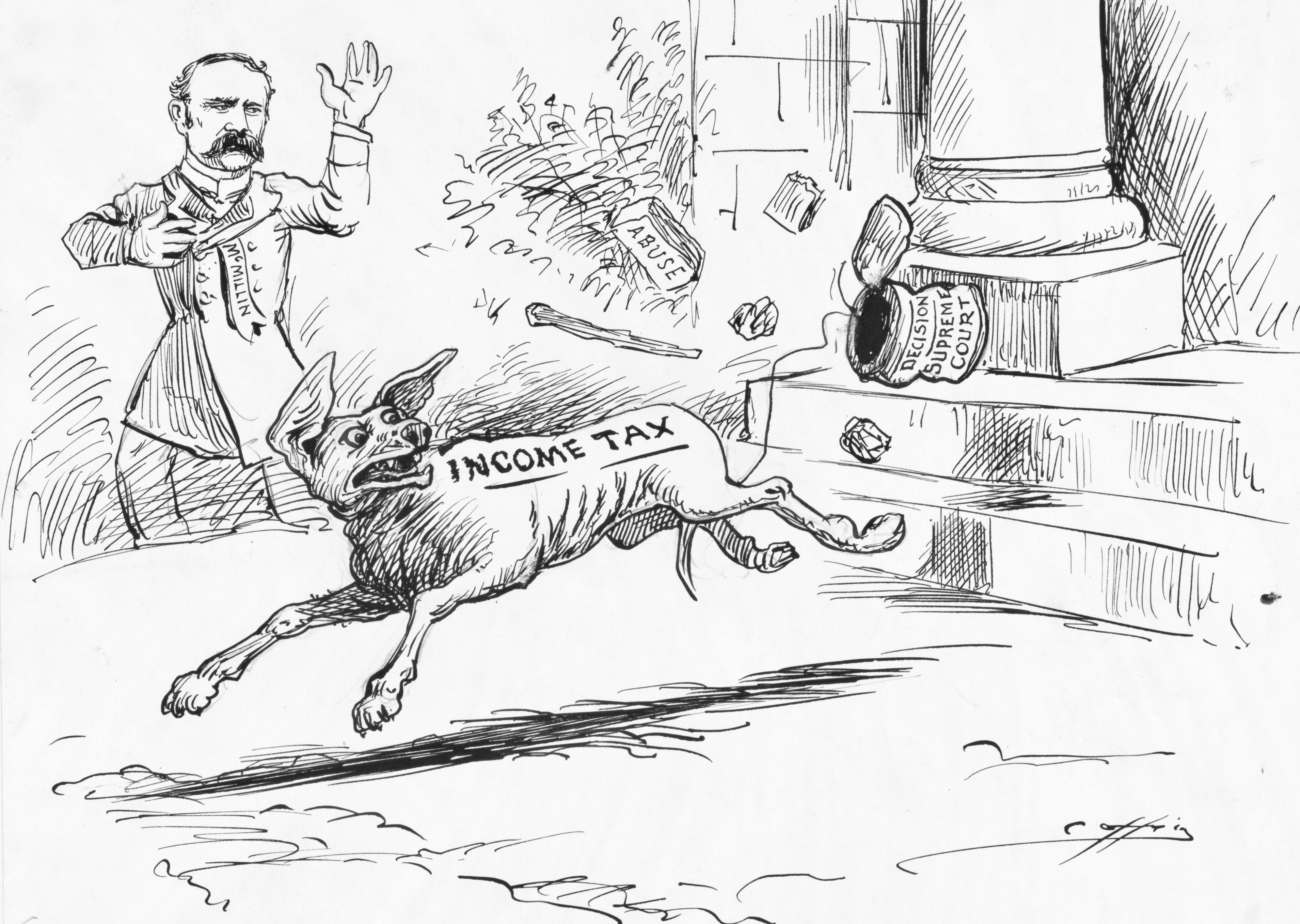
Cartoon de George Yost Coffin retratando a reação de McMillin sobre a decisão do Suprema Corte no caso Pollock versus Farmers' Loan & Trust Co. (1895)

Após a guerra McMillin estudou direito com juiz E. L. Gardenshire em Carthage, Tennessee. Ele foi admitido à advocacia em 1871 e começou a exercer em Celina, Tennessee. Em 1874, foi eleito para a Câmara dos Representantes do Tennessee. No ano seguinte, foi nomeado pelo governador James D. Porter para negociar uma compra territorial no Kentucky. Em 1877, após seu mandato na Câmara dos Representantes, foi nomeado Juiz especial da quinta comarca do Estado pelo governador Porter.
Em 1878 McMillin foi eleito para o primeiro de dez mandatos consecutivos na Câmara dos Representantes dos Estados Unidos, derrotando o incumbente Haywood Y. Riddle do 4º distrito. Ao longo de seus 20 anos de mandato, McMillin opôs-se aos gastos excessivos do governo, ao exagero de tarifas e a maioria das práticas de exploração global do país em outras nações, que ele considerou imperialista. Opôs-se também o projeto de lei Lodge de 1890, que protegia o direito ao voto dos afrodescendentes do sul. McMillin apoiou legislação antitruste e a expansão monetária. Como membro do Comitê de Regimento interno da câmara, na década de 1890, ele foi frequentemente desafiado pelo presidente da casa Thomas B. Reed.
Em 1894, McMillin anexou uma alteração ao Wilson–Gorman Tariff Act que teria estabelecido um imposto de renda federal. A lei foi contestada em uma Corte Federal e após o recurso, em 1895, a Suprema Corte decidiu que impostos de renda federais eram inconstitucionais quando ele emitiu sua decisão no caso Pollock versus Pollock v. Farmers' Loan & Trust Co. McMillin continuou a fazer campanha em favor do imposto de renda federal até a aprovação da 16ª emenda constitucional, que deu ao governo federal o poder de coletar impostos sobre o rendimento, em 1913.

## Governador do Tennessee

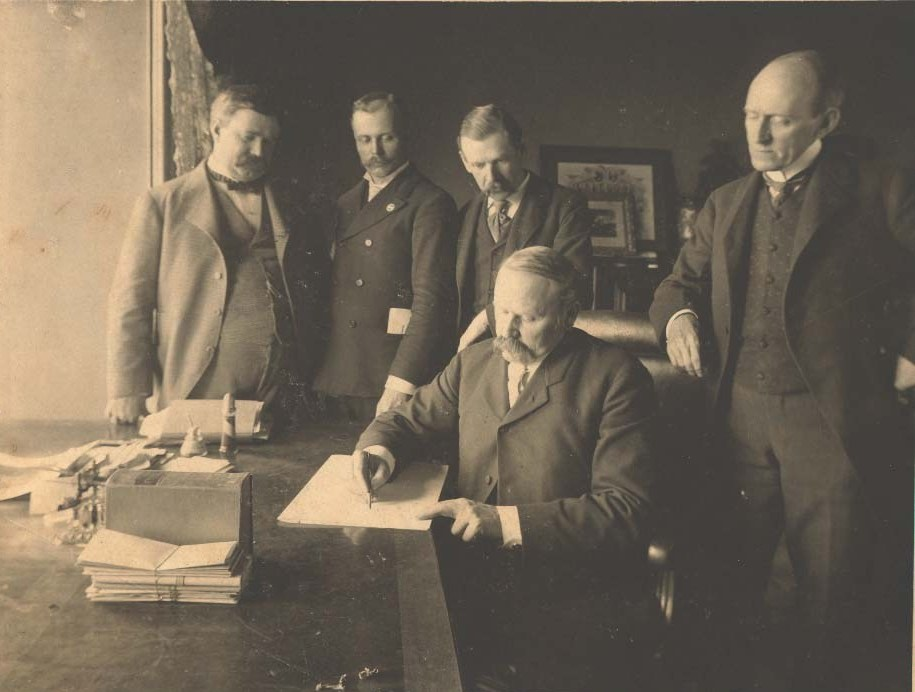
McMillin assinando lei de proteção do trabalho infantil em 1901

Em 1897, McMillin procurou a vaga no Senado dos Estados Unidos deixada pela morte de Isham G. Harris. Não conseguindo angariar apoio, ele então buscou com sucesso a nomeação democrata para governador do Tennessee no ano seguinte, na disputa contra seu antecessor, o popular governador Robert Love Taylor. McMillin venceu por uma larga margem no dia da eleição, com 105.640 votos contra os 72.611 do candidato republicano James Alexander Fowler, 2.428 do candidato populista W. D. Turley e 1.722 do candidato do Partido da Proibição R. N. Richardson.
Quando McMillin entrou na disputa pela reeleição em 1900, o partido de republicano do estado estava sob o controle do congressista Walter P. Brownlow. Buscando destituir McMillin, Brownlow e sua facção nomearam o congressista John E. McCall como candidato do partido para governador. No entanto o partido democrata fez uma forte campanha e McMillin foi facilmente reeleito, vencendo por 145.708 votos sobre os 119.831 de McCall.
Durante seus dois mandatos, McMillin implementou algumas medidas progressistas. Ele assinou a legislação que autorizava as cidades para estabelecer escolas e conselhos escolares e instituiu um imposto a ser pago em benefício de livros didáticos do ensino. Em 1901, ele assinou a legislação para reduzir o trabalho infantil através do aumento da idade mínima de 12 para 14 anos para empregos no estado. Ele também finalizou a demarcação da fronteira do estado com a Virgínia, e criou um fundo gerenciável para reduzir a dívida do estado.

## Últimos anos e morte
Após seu segundo mandato como governador terminar em 1903, McMillin estabeleceu um negócio rentável em Nashville. Ele permaneceu ativo na política do Partido Democrata, no entanto, servindo continuamente como eleitor presidencial entre 1876 e 1932, com exceção da eleição de 1916, bem como particpando de cada Convenção Nacional Democrática durante o mesmo período, com exceção da Convenção de 1920.
Em 1912, o dividido Partido Democrata nomeou McMillin como candidato do partido para governador do Tennessee na esperança de destituir o republicano Ben W. Hooper. O partido estava dividido sobre a questão da proibição havendo duas facções, uma era o lado dos "democratas independentes" (que apoiaram a proibição estadual), que saíram do partido e formaram uma coalizão The "Fusionists" com os republicanos. McMillin representou outra facção, a dos "Democratas Regulares", que acreditavam que as maiores cidades do estado poderiam ser isentas da proibição. Ele foi derrotado nas eleições gerais, recebendo 116.610 votos enquanto seu adversário Hooper recebeu 124.641.
Em 1913, o Presidente Woodrow Wilson indicou McMillin enviado extraordinário e Ministro plenipotenciário para o Peru. Pouco depois de chegar na capital peruana, Lima, ele ajudou a negociar um "avanço da paz" para formalizar as relações entre os dois países.
Em 1919, McMillin foi nomeado Ministro para Guatemala. Poucos meses depois de sua chegada, uma revolta irrompeu contra o impopular presidente Manuel José Estrada Cabrera, que acabou socorrido por McMillin para evitar sua captura pelos partidários de Carlos Herrera y Luna. A embaixada americana foi danificada por Herrera em um bombardeio que durou cinco dias na capital. Herrera também foi deposto em um golpe de estado antes do fim do mandato de McMillin.
Ao retornar ao Tennessee, McMillin novamente procurou a indicação de seu partido para governador. Seu principal adversário foi plantador de Clarksville e defensor da educação pública Austin Peay. Embora com 77 anos de idade McMillin fez uma campanha vigorosa, Peay contou com o apoio do crescente chefe político E. H. Crump e superou McMillin na nomeação, resultando em 63.940 votos sobre 59.922.
Após sua derrota na campanha 1922, McMillin retornou para seu negócio. Ele morreu em Nashville em 8 de janeiro de 1933 e está enterrado no cemitério Monte das Oliveiras naquela cidade.

## Família e influência
McMillin casou-se com Marie Childress Brown, filha do governador John C. Brown, em 1886. Eles tiveram um filho antes dela morrer no ano seguinte. Em 1888, casou-se com McMillin Lucille Foster, uma notável mulher sufragista e presidente da Tennessee Federation of Women's Clubs. Ela serviu como uma Comissária do serviço civil do Presidente Franklin D. Roosevelt na década de 1940. Ela e McMillin tiveram uma filha.
O irmão de McMillin, Joseph, foi professor na Montvale Academy de Celina. Um de seus alunos foi o futuro secretário de estado Cordell Hull. Hull recordou mais tarde que Benton McMillin foi um dos seus mentores políticos.

## Fonte da tradução
- Este artigo foi inicialmente traduzido, total ou parcialmente, do artigo da Wikipédia em inglês cujo título é «Benton McMillin».